# Joe Public FC

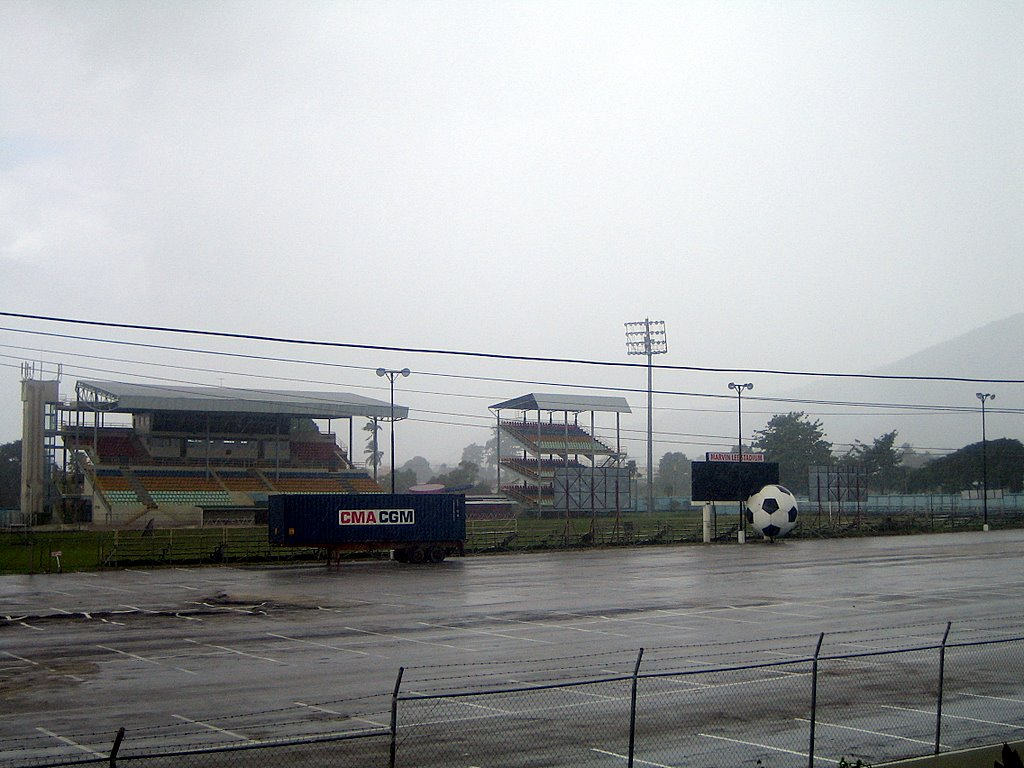
Het Marvin Lee stadion

Joe Public Football Club is een voetbalclub uit Tunapuna in Trinidad en Tobago.
De club werd in 1996 opgericht en speelt in het Marvin Lee Stadion dat plaats biedt aan 6.000 toeschouwers. Eigenaar van de club is Jack Warner, vicepresident van de FIFA, president van de CONCACAF en president van de Caraïbische Voetbalunie. De club won driemaal de TT Pro League en tweemaal het CFU Club Championship. In 2004 trok Joe Public zich terug uit de Pro League om na twee seizoenen in de National Super League weer terug te keren. In 2011 degradeerde de club wederom.

## Erelijst
- TT Pro League: 1998, 2006, 2009
- Beker van Trinidad en Tobago: 2001, 2007, 2009
- TOYOTA Classic: 2007, 2009
- Pro Bowl: 2009
- CFU Club Championship: 1998, 2000